# برایان فولکنر
برایان فولکنر (آلمانی: Brian Völkner؛ زادهٔ ۳۱ اوت ۱۹۹۲) بازیگر اهل آلمان است.
از فیلم‌ها یا مجموعه‌های تلویزیونی که وی در آن‌ها نقش داشته‌است، می‌توان به لوته در باهاوس اشاره نمود.